# Seznam krajev Unescove svetovne dediščine v Švici
Svetovna dediščina Organizacije Združenih narodov za izobraževanje, znanost in kulturo (UNESCO) je pomembna za kulturno ali naravno dediščino, kot je opisano v Unescovi konvenciji o svetovni dediščini, ustanovljeni leta 1972. Švica je konvencijo ratificirala 17. septembra 1975, zaradi česar so njena naravna in kulturna območja upravičena do vključitve na seznam.
Od leta 2021 je v Švici trinajst znamenitosti vpisanih na seznam svetovne dediščine, od tega devet kulturnih in štiri naravne znamenitosti. Prva tri mesta so bila dodana na seznam leta 1983: staro mestno jedro Berna, Samostan Sankt Gallen in Benediktinski samostan sv. Janeza, Müstair. Najnovejša dodatka sta dva gozdova, ki sta bila leta 2021 dodana kot Starodavni prvobitni bukovi gozdovi Karpatov in drugih delov Evrope, ki si jih deli s 17 državami. Pet območij si deli z drugimi državami. Retijsko železnico in Monte San Giorgio si deli z Italijo, Prazgodovinska kolišča okoli Alp s petimi državami, Arhitekturno delo Le Corbusierja, izjemen prispevek k modernemu gibanju s šestimi državami. Na poskusnem seznamu je ena kraj dediščine.

## Svetovna dediščine
Unesco navaja mesta pod desetimi merili; vsaka prijava mora izpolnjevati vsaj enega od kriterijev. Merila od i do vi so kulturna, od vii do x pa naravna.
| Ime                                                                      | Slika                                                                                         | Lokacija                              | Leto vpisa | UNESCO kriterij                  | Opis |
| ------------------------------------------------------------------------ | --------------------------------------------------------------------------------------------- | ------------------------------------- | ---------- | -------------------------------- | --- |
| Staro mestno jedro Berna                                                 | Bern's old city as seen from across the Aare River                                            | Kanton Bern                           | 1983       | 267; iii (kulturno)              | Bern je bil ustanovljen v 12. stoletju na hribu, ki ga s treh strani obdaja reka Aare. Skozi stoletja se je mesto razvijalo po izjemno skladnem načrtovalskem konceptu in tako ohranilo svoj prvotni značaj. V srednjeveškem mestu so v 16. stoletju začeli uporabljati vodne fontane, v 18. stoletju pa so prenovili in prezidali starejše stavbe. |
| Samostan Sankt Gallen                                                    | A large cathedral with two distinct summits                                                   | Kanton St. Gallen                     | 1983       | 268; ii, iv (kulturno)           | Karolinški samostan Sankt Gallen je bil ustanovljen v 8. stoletju in je bil sekulariziran leta 1805. Bil je eden najpomembnejših samostanov v Evropi. Njegova knjižnica je ena najbogatejših in najstarejših na svetu in vsebuje številne dragocene rokopise, kot je Načrt svetega Gala. Dele stavbe so v 18. stoletju prezidali v baročnem slogu. |
| Benediktinski samostan sv. Janeza, Müstair                               | A clock tower standing beside two small houses and a museum                                   | Graubünden                            | 1983       | 269; iii (kulturno)              | Samostan Müstair je krščanski samostan iz karolinškega obdobja in je bil ustanovljen okoli leta 775. V cerkvi je največja serija figurativnih stenskih poslikav v Švici, naslikanih v prvi polovici 9. stoletja. Nekatere freske so bile preslikane, a restavrirane v 20. stoletju. Od 12. stoletja je samostan služil kot versko središče za benediktinske sestre. |
| Trije gradovi, obrambni zid in obzidje tržnega mesta Bellinzona          | Montebello and Sasso Corbaro castles above Bellinzona                                         | kanton Ticino                         | 2000       | 884; iv (kulturno)               | Utrdbe v Bellinzoni so varovale vhod v dolino Ticino in posledično dostop do enega najpomembnejših alpskih prelazov, ki je vodil v severno Italijo. Večina utrdb je iz 15. stoletja, čeprav so nekateri deli stoletja starejši. Dediščina obsega dva gradova, Castelgrande in Montebello, ki sta povezana z obzidjem, in tretji grad, Sasso Corbaro, ki je bil zgrajen na osamljenem skalnatem rtu. Dediščina je v odličnem stanju ohranjenosti.                                       |
| Zavarovano območje Jungfrau-Aletsch                                      | A glacier, mountains in the background                                                        | Kanton Bern in Kanton Valais          | 2001, 2007 | 1037bis; vii, viii, ix (naravno) | To območje obsega eno najvišjih in najbolj poledenelih območij v Alpah z vrhovi, kot so Eiger, Mönch in Jungfrau. Zagotavlja geomorfološki zapis procesov, ki so oblikovali Visoke Alpe, ter raznolik habitat za živali in rastline, ki se razvijajo v zaporedju po umiku ledenikov. Pokrajina je imela pomembno vlogo pri razvoju planinstva in alpskega turizma, pa tudi v literaturi in umetnosti. Prvotno je bilo uvrščeno na seznam leta 2001, leta 2007 pa so se meje razširile. |
| Monte San Giorgio*                                                       | Monte San Giorgio, shown on the left in the background of Lake Lugano                         | Kanton Ticino                         | 2003, 2010 | 1090; viii (naravno)             | Monte San Giorgio, ki gleda na Lugansko jezero, velja za najboljši fosilni zapis morskega življenja iz triasnega obdobja (pred 245–230 milijoni let). V tistem obdobju je bilo območje tropska laguna, v kateri so cveteli plazilci, ribe, školjke, amoniti, iglokožci in raki. Ohranjeni so tudi fosili kopenskih živali, saj je bila laguna blizu kopnega. Del nepremičnine v Švici je bil popisan leta 2003 in leta 2010 razširjen na italijanski del.                              |
| Vinogradniške terase v Lavauxu                                           | Vineyard terraces rise above Lake Geneva                                                      | Kanton Vaud                           | 2007       | 1243; iii, iv, v (kulturno)      | Vinogradniške terase v Lavauxu se raztezajo približno 30 km vzdolž severne obale Ženevskega jezera, obrnjene proti jugu, od gradu Chillon do vzhodnega obrobja Lozane. Izvirajo iz 11. stoletja, ko so območje nadzorovali benediktinski in cistercijanski samostani. Vino je bilo skozi stoletja pomembno za lokalno gospodarstvo. Zavarovano območje zajema vasi, posamezne objekte, ceste in pešpoti.                                                                               |
| Retijska železnica v pokrajinah Albula / Bernina*                        | The Glacier Express train in the Albula Valley                                                | Graubünden                            | 2008       | 1276; ii, iv (kulturno)          | Albulska železnica in Berninska železnica Retijskih železnic sta dve zgodovinski železniški progi, ki prečkata Švicarske Alpe. Zgrajeni sta bili v začetku 20. stoletja in sta omogočali hitro in enostavno pot v številna prej osamljena alpska naselja. Gradnja železnic je zahtevala premagovanje tehničnih izzivov z mostovi, galerijami in predori. Dediščino si deli z Italijo.                                                                                                  |
| Tektonski nariv Sardona                                                  | Martinsloch (Martins hole) is visible in the center of the Tschingelhörner in the Glarus Alps | Graubünden, Kanton Glarus, St. Gallen | 2008       | 1179; viii (kulturno)            | V Glaruških Alpah je velik narivni prelom, geološki pojav, kjer se starejše kamnine med nastajanjem gora prenašajo na mlajše plasti. Ker je to območje dobro dostopno, ima že od 18. stoletja pomembno vlogo pri proučevanju tektonskih procesov in geoloških znanostih. |
| La Chaux-de-Fonds / Le Locle, načrtovanje urarskega mesta                | A fairly large city with buildings of diverse sizes                                           | Kanton Neuchâtel                      | 2009       | 1302; iv (kulturno)              | Obe mesti sta v oddaljenem gorovju Švicarska Jura. Zaradi slabe kmetijske zemlje so se mesta usmerila v urarstvo. Po uničujočih požarih v 19. stoletju sta bili obe mesti obnovljeni za podporo tej enotni industriji. Obrtna proizvodnja domače obrti se je v poznem 19. in 20. stoletju razvila v tovarniško industrijo. Mesto La Chaux-de-Fonds z delitvijo dela v urarski industriji je Karl Marx v svoji knjigi Kapital preučeval kot »ogromno tovarniško mesto«.                 |
| Prazgodovinska kolišča okoli Alp*                                        | Remains of underwater palafittes, station of Morges                                           | 56 lokacij                            | 2011       | 1363; iv, v (kulturno)           | Ta nadnacionalna dediščina (ki si jo delijo z Avstrijo, Francijo, Nemčijo, Italijo in Slovenijo) vsebuje 111 majhnih posameznih najdišč z ostanki prazgodovinskih naselbin s koliščarji v in okoli Alp, zgrajenih od okoli 5000 do 500 pr. n. št. na robovih jezer, rek ali mokrišč. Vsebujejo veliko podatkov o življenju in trgovini v agrarnih neolitskih in bronastodobnih kulturah v alpski Evropi. Šestinpetdeset lokacij je v Švici.                                            |
| Arhitekturno delo Le Corbusierja, izjemen prispevek k modernemu gibanju* | Immeuble Clarté building                                                                      | Vaud, Kanton Ženeva                   | 2016       | 1321rev; i, ii, vi (kulturno)    | To transnacionalno mesto (ki si ga deli z Argentino, Belgijo, Francijo, Nemčijo, Indijo in Japonsko) obsega 17 del francosko-švicarskega arhitekta Le Corbusierja. Le Corbusier je bil pomemben predstavnik modernističnega gibanja, ki je uvajalo nove arhitekturne tehnike, da bi zadostilo potrebam spreminjajoče se družbe. Dve lokaciji sta navedeni v Švici, Immeuble Clarté in Villa Le Lac.                                                                                    |
| Starodavni prvobitni bukovi gozdovi Karpatov in drugih delov Evrope*     |                                                                                               | Ticino, Kanton Solothurn              | 2017       | 1133quater; ix (naravno)         | Starodavni prvobitni bukovi gozdovi Karpatov se uporabljajo za preučevanje širjenja bukve (Fagus sylvatica) na severni polobli v različnih okoljih in v gozdu. Dediščina je bila prvič uvrščena leta 2007 na Slovaškem in v Ukrajini. V letih 2011, 2017 in 2021 je bila razširjena tako, da je vključevala gozdove v skupno 18 državah. Leta 2021 sta bila na seznam dodana dva gozdova v Švici, Forêt de la Vallée de Lodano in Forêt de la Bettlachstock.                           |

## Poskusni seznam
Poleg območij, vpisanih na seznam svetovne dediščine, lahko države članice vodijo seznam začasnih območij, ki jih lahko upoštevajo pri nominaciji. Nominacije za seznam svetovne dediščine so sprejete samo, če je bilo območje predhodno navedeno na poskusnem seznamu. Od 2021, Switzerland had one site on its tentative list.
| Ime               | Slika                                 | Lokacija   | Leto vpisa | UNESCO kriterij  | Opis |
| ----------------- | ------------------------------------- | ---------- | ---------- | ---------------- | --- |
| Most Salginatobel | Salginatobel Bridge, photo from below | Graubünden | 2017       | i, iv (kulturno) | Železobetonski most, dolg 132 metrov z razponom 93 metrov nad sotesko Salgina, je zasnoval švicarski gradbeni inženir Robert Maillart (1872–1949) in je bil dokončan leta 1930. Most je pomemben zaradi inovativna uporaba novih materialov pri gradnji in elegantenega oblikovanja. |